# Bahnhof Almere Oostvaarders
Der Bahnhof Almere Oostvaarders ist ein Bahnhof der niederländischen Stadt Almere. Der Bahnhof befindet sich am Rand des Stadtteils Almere Buiten. Er wird von sechs Buslinien angefahren. Am Bahnhof verkehren nationale Regional- und Fernverkehrszüge.

## Geschichte
Im Jahr 1988, als der Abschnitt Almere Buiten–Lelystad sich gerade im Bau befand, wurde an der Stelle des heutigen Bahnhofs ein vierspuriges Viadukt erbaut, um dort die zukünftige Station Almere Buiten Oost zu errichten.
Da die Einwohnerzahl Almeres kontinuierlich steigt, wurde ein weiterer Bahnhof an der Strecke notwendig. Seit Eröffnung ist er Endpunkt eines InterCity-Zuges aus Utrecht Centraal und eines Stoptrein aus Uitgeest.

## Streckenverbindungen
Im Jahresfahrplan 2023 wird der Bahnhof Almere Oostvaarders von folgenden Linien bedient:
| Zugtyp   | Linienverlauf | Frequenz                                                                                             |
| -------- | --- | --- |
| Sprinter | Hoofddorp – Schiphol Airport – Amsterdam Zuid – Weesp – Almere Centrum – Almere Oostvaarders                                                                                    | halbstündlich (fährt abends und am Wochenende nicht zwischen Almere Centrum und Almere Oostvaarders) |
| Sprinter | (Den Haag Centraal –) Leiden Centraal – Schiphol Airport – Amsterdam Sloterdijk – Amsterdam Centraal – Weesp – Almere Centrum – Almere Oostvaarders – Lelystad Centrum – Zwolle | halbstündlich (fährt nur abends und am Wochenende zwischen Den Haag Centraal und Leiden Centraal)    |